# Daugavas stadions (Liepāja)
Daugavas stadions (Daugavský stadion) je lotyšský víceúčelový stadion s atletickou dráhou, který se nachází ve městě Liepāja v přímořském parku jihozápadně od středu města. Je domácím hřištěm lotyšského fotbalového klubu FK Liepāja. Má kapacitu 5 083 míst, otevřen byl roku 1925.
V roce 1992 se zde hrály fotbalové zápasy Baltského poháru.

## Historické názvy
- Strādnieku stadions (Dělnický stadion, 1925–1934)
- Pilsētas stadions (Městský stadion, 1934–1990)